# 主啊，你往何处去？ (安尼巴莱·卡拉奇)
《主啊，你往何处去？》（義大利語：Domine, quo vadis?）是意大利巴洛克画派的创始人安尼巴莱·卡拉奇（1560年-1609年）的一幅木板油画，绘于1602年。这幅画描绘了经外书《彼得行传》中的一个场景：为免被钉十字架，伯多禄逃离罗马，在亚壁古道上，遇到背负十字架的基督向他显现。伯多禄问耶稣：“主啊,你往何处去?”耶稣回答说，“我要去罗马,再被钉死在十字架上”。于是伯多禄又回到了罗马。这幅画是他最著名的作品之一，现藏于伦敦国家美术馆。    